# 釋加奴
釋加奴，又作釋迦奴，汉名李顯忠，古伦氏。明朝东北建州卫指挥使。女真胡里改部酋长阿哈出的长子。
1410年，阿哈出父子曾随明成祖朱棣征讨鞑靼，因立了战功，释加奴被赐汉名李顯忠，升任建州卫都指挥佥事。阿哈出死后，李显忠世袭了其父的建州卫指挥使职位。此时建州力量更为壮大。1411年，他的兄弟猛哥不花为毛怜卫指挥使。1412年，上奏说塔温的新附百姓缺少粮食，请求辽东都指挥巫凯发粮赈济。1413年、1416年，和猛哥不花朝贡明朝，为部属请官。1417年，奏请以颜春的头人月儿速哥从属于建州。大约公元1422年前后，釋加奴（李显忠）死去。1426年，其子李满住为都督佥事。

## 家庭
- 兄：猛哥不花
- 子：李满住